# Tshepo Motsepe
Tshepo Motsepe là vợ của tổng thống Nam Phi hiện nay là ông Cyril Ramaphosa.

## Lí lịch
Bà học ngành bác sĩ tại trường đại học KwaZulu-Natal và tốt nghiệp với bằng cử nhân dược và phẫu thuật. Rồi vào trường đại học Havard để học thạc sĩ về sức khỏe trẻ em và sự lão hóa.
Năm 2012, bà hoàn thành việc học tại viện khoa học kinh doanh Gordon để nhận chứng chỉ doanh nhân xã hội. Hiện tại, bà là chủ tịch của một tổ chức phát triển và giáo dục trẻ em.
Bà là người vợ thứ ba của tổng thống Nam Phi Cyril Ramaphosa và có bốn người con. Cha của bà là ông Augustine Butana Chaane Motsepe, anh của bà là tỉ phú Patrice Motsepe, chị bà là Bridgette Radebe, người có tầm quan trọng trong đảng Quốc hội châu Phi (tiếng Anh: African National Congress) và bộ trưởng bộ năng lượng là ông Jeff Radebe.

## Sự nghiệp
Tshepo Motsepe đã làm việc việc tại bệnh viện Bophelong, bệnh viện Mahikeng và bệnh viện Chris Hani Baragwanath ở Soweto, Nam Phi và bệnh viện Mutare, Chinhoyi, Harare và Parirenyatwa, Zambabwe. Ngoài ra, bà cũng từng là phó viện trưởng viện nghiên cứu sức khỏe sinh sản.
Ngoài liên quan đến chuyên ngành y tế, bà còn làm giám đốc không điều hành của liên doanh sức khỏe trí tuệ, thành viên của HospiceWits, chủ tịch ở trụ sở của ủy ban y tế Gauteng và là nhà tài trợ của tổ chức sức khỏe xã hội cho phụ nữ và trẻ em Nam Phi.